# Yuen Shuk Han
Yuen Shuk Han es una deportista hongkonesa que compitió en esgrima en silla de ruedas. Ganó dos medalla en los Juegos Paralímpicos de Seúl 1988.

## Palmarés internacional
| Juegos Paralímpicos | Juegos Paralímpicos  | Juegos Paralímpicos | Juegos Paralímpicos     |
| Año                 | Lugar                | Medalla             | Prueba                  |
| ------------------- | -------------------- | ------------------- | ----------------------- |
| 1988                | Seúl (Corea del Sur) | Medalla de plata    | Florete individual 1C-3 |
| 1988                | Seúl (Corea del Sur) | Medalla de bronce   | Espada individual 1C-3  |